# Ryan Braun
Ryan Joseph Braun (17 de noviembre de 1983) es un ex jardinero estadounidense de béisbol profesional que jugó en las Grandes Ligas para los Milwaukee Brewers durante toda su carrera.  
Fue seleccionado en la primera ronda del draft de 2005 por los Cerveceros, equipo con el cual debutó en las mayores en 2007. Se desempeña principalmente como jardinero izquierdo.
Considerado como un jugador completo tanto a la ofensiva como a la defensiva, Braun ganó el premio de Novato del Año de la Liga Nacional en 2007 y el Jugador Más Valioso de la misma liga en 2012. Además ha sido galardonado con cinco Bates de Plata e invitado a seis Juegos de Estrellas.

## Carrera profesional

### Ligas menores
Braun fue seleccionado en la primera ronda (5.ª selección global) del draft de 2005 por los Cerveceros de Milwaukee, con los cuales firmó por $2.45 millones. Fue asignado a los Helena Brewers de la liga de novatos, y posteriormente fue promovido a los West Virginia Power de la Liga del Atlántico Sur de Clase A.
En 2006, inició la temporada con los Brevard County Manatees de Clase A avanzada y participó en el Juego de Futuras Estrellas. El 21 de junio fue promovido a los Huntsville Stars de la Liga Sureña de Clase AA, y al final de la temporada fue premiado como el Jugador del Año en las ligas menores de los Cerveceros.
Baseball America consideró a Braun como el segundo mejor prospecto de los Cerveceros para la temporada 2007. Inició ese año jugando para los Nashville Sounds de la Liga de la Costa del Pacífico de Clase AAA, con los cuales bateó para promedio de .354 con 10 jonrones y .726 de porcentaje de slugging antes de ser llamado a las mayores.

### Milwaukee Brewers
Braun fue llamado por los Cerveceros el 24 de mayo de 2007, y debutó con el equipo al siguiente día. Al final de la temporada lideró a los Cerveceros con .324 de promedio de bateo y .634 de porcentaje de slugging, mientras que fue segundo detrás de Prince Fielder en jonrones (34), carreras anotadas (91) e impulsadas (97), y tercero en porcentaje de embasado (.370) y bases robadas (15), a pesar de no haber jugado en los primeros 48 encuentros del equipo. También superó las marcas para un novato del equipo de 28 jonrones y 81 impulsadas que estableció Fielder en 2006.

#### 2007
Gracias a su espectacular campaña de novato en 2007, Braun ganó el premio de Novato del Año de la Liga Nacional, superando por solo dos votos al campocorto Troy Tulowitzki de los Rockies de Colorado.

#### 2008

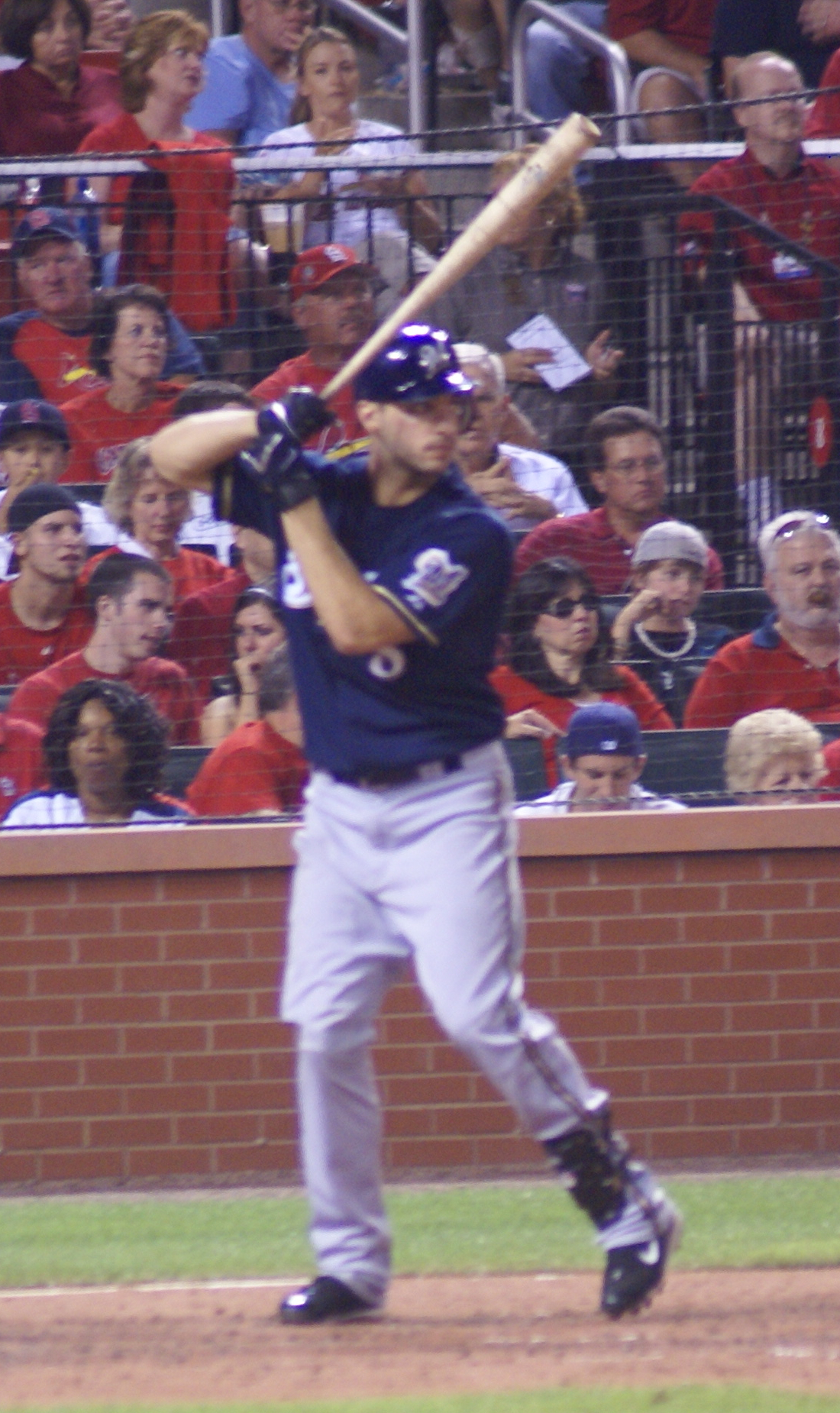
Braun bateando en 2008.

El 15 de mayo de 2008, los Cerveceros firmaron a Braun a una extensión de contrato por $45 millones, pudiendo ascender a $51 millones dependiendo de ciertas condiciones, convirtiéndose en el mayor contrato de la historia del equipo superando a Jeff Suppan, y el mayor en la historia del béisbol para un jugador con menos de tres años de experiencia. Fue seleccionado como jardinero titular para el Juego de Estrellas, siendo el segundo jugador con la mayor cantidad de votos obtenidos, solo detrás de Chase Utley. Para el 8 de agosto de 2008 había disfrutado de uno de los mejores comienzos en una carrera de Grandes Ligas, pues en 227 juegos ocupó la primera posición histórica con 558 bases totales y 133 extra bases, y segundo con 64 jonrones y 181 impulsadas. Sin embargo, el 9 de agosto sufrió una tensión en los músculos intercostales alrededor de su costilla oblicua, por lo que se perdió varios juegos. Finalizó la temporada con .285 de promedio, 37 jonrones y 106 impulsadas, ganando un Bate de Plata y quedando en tercer lugar en las votaciones al Jugador Más Valioso de la Liga Nacional detrás de Albert Pujols y Ryan Howard.

#### 2009
En 2009, Braun participó con el equipo de Estados Unidos en el Clásico Mundial de Béisbol 2009. Lideró nuevamente a los jardineros de la Liga Nacional en las votaciones al Juego de Estrellas, superando a Raúl Ibáñez y Carlos Beltrán. Finalizó la temporada 2009 liderando la liga con 203 hits, además de registrar 32 jonrones, 113 anotadas y 114 impulsadas, por lo cual ganó un Bate de Plata por segundo año consecutivo.

#### 2010
En 2010, fue elegido como jardinero titular del Juego de Estrellas por tercer año consecutivo, el primer Cervecero en conseguir dicho logro, superando a Robin Yount y Paul Molitor a quienes había igualado la campaña anterior. Culminó como segundo en la Liga Nacional en hits (188) y dobles (45), y se convirtió en el primer jugador de los Cerveceros en conectar por lo menos 20 jonrones en sus primeras cuatro temporadas, además de ganar un Bate de Plata por tercer año consecutivo.

#### 2011

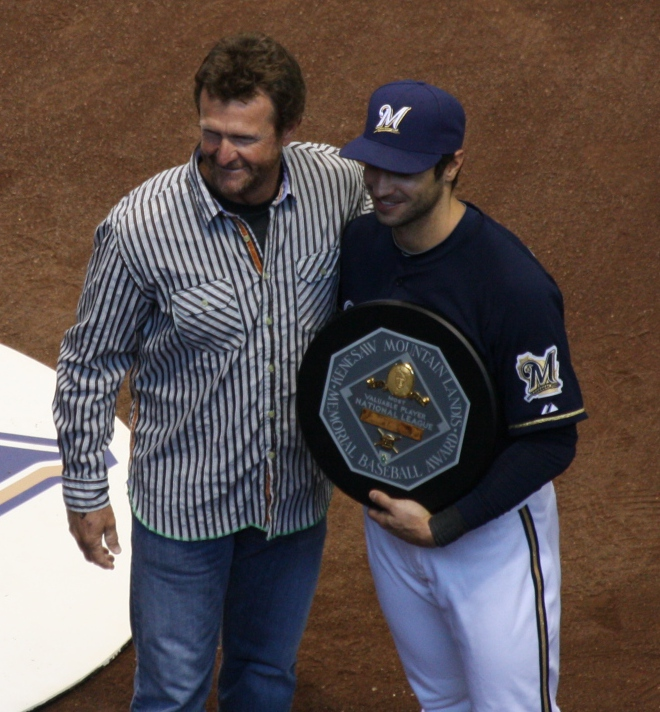
Braun recibe su trofeo de Jugador Más Valioso de manos de Robin Yount.

En 2011, Braun inició la temporada siendo reconocido como el Jugador del Mes de abril, luego de coliderar la liga con 10 jonrones y 24 carreras anotadas. Por cuarto año consecutivo fue elegido como jardinero titular para el Juego de Estrellas, en esta ocasión liderando la liga con un récord de 5.93 millones de votos. En septiembre fue elegido nuevamente como el Jugador del Mes, luego de conectar para promedio de .330 con ocho jonrones y 22 impulsadas. Finalizó la temporada como líder de la liga en porcentaje de slugging (.597), OPS (.994) y extra bases (77), segundo en promedio (.332), carreras (109) y bases totales (336), cuarto en impulsadas (111) y dobles (38), quinto en porcentaje de embasado (.397), sexto en jonrones (33) y séptimo en bases robadas (33, marca personal). A la defensa, lideró a todos los jardineros izquierdos en porcentaje de fildeo (.996). Fue galardonado con su cuarto Bate de Plata consecutivo y ganó el premio de Jugador Más Valioso de la Liga Nacional.

#### 2012

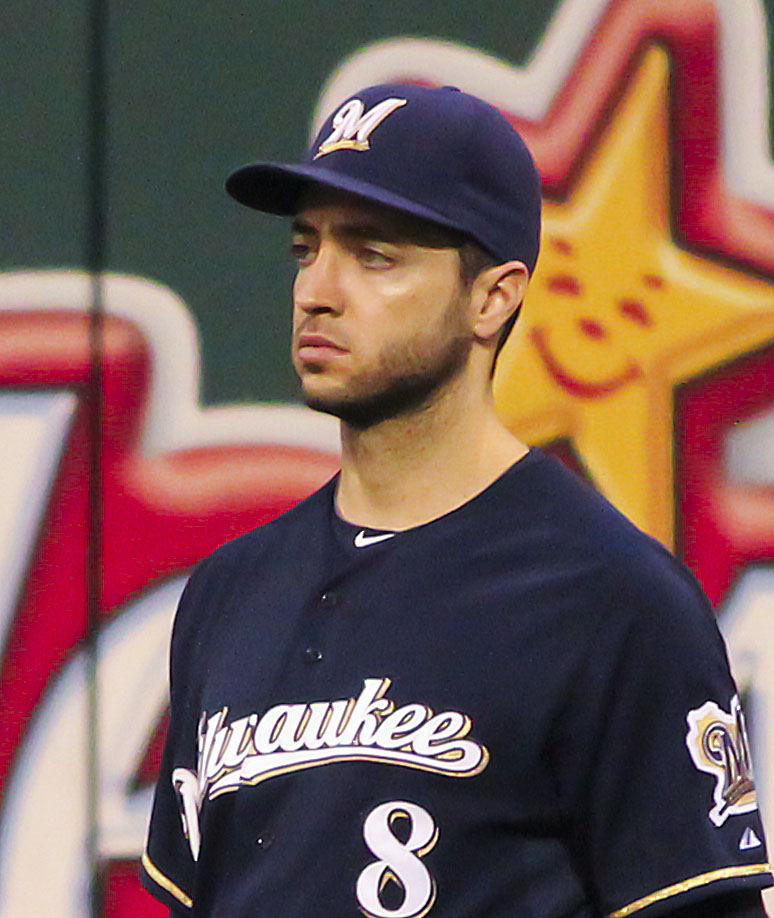
Braun con los Milwaukee Brewers

En 2012, Braun fue elegido a su quinto Juego de Estrellas consecutivo, esta vez en calidad de reserva. El 20 de julio conectó su hit 1,000 en las mayores, y el 16 de septiembre registró su jonrón 200. Culminó la temporada como líder de la Liga Nacional con 41 jonrones, 108 anotadas y 356 bases totales. Sus 112 carreras impulsadas lo convirtieron en el primer Cervecero en acumular cinco temporadas con 100 o más carreras producidas, y también se convirtió en el noveno jugador en la historia en registrar por lo menos 40 jonrones y 30 bases robadas en una temporada. Fue galardonado con su quinto Bate de Plata consecutivo y quedó en segundo lugar en las votaciones al Jugador Más Valioso, detrás de Buster Posey.

#### 2013
En 2013, Braun jugó solo 61 juegos, donde dejó promedio de .298 con 9 jonrones y 38 impulsadas, ya que el 22 de julio fue suspendido sin derecho a recibir pago por el resto de la temporada debido a violar la política antidrogas de las Grandes Ligas.

#### 2014
En 2014, Braun regresó al equipo y jugó como jardinero derecho para dar un cupo en la plantilla a Khris Davis, quien ocuparía el jardín izquierdo. Finalizó la temporada con .266, el menor promedio de bateo de su carrera, además de registrar 19 jonrones y 81 impulsadas. En octubre se sometió a una cirugía para desensibilizar los receptores de dolor en la base de su pulgar derecho, lo cual estaba afectando su agarre del bate.

#### 2015
En 2015, fue invitado a su sexto Juego de Estrellas, superando la marca de la franquicia que compartía con Cecil Cooper y Paul Molitor. El 19 de agosto conectó el jonrón 252 de su carrera, imponiendo una nueva marca para los Cerveceros, previamente establecida por Robin Yount.
Para la temporada, Braun bateó .285 con un porcentaje de slugging de .498 (noveno en la liga) y 25 jonrones, 84 carreras impulsadas y 24 bases robadas (octavo en la Liga Nacional; su porcentaje de bases robadas de 85.71 fue quinto en la liga), con un número de velocidad de potencia de 24.5 (tercero en la liga) y un porcentaje de fildeo de .991 (segundo en la liga para jardineros derechos). Fue su cuarta temporada 20/20, y solo otros tres jugadores en las mayores tuvieron una en 2015. Fue nombrado Jugador Más Valioso de los Cerveceros, por tercera vez, por el Capítulo de Milwaukee de la Asociación de Escritores de Béisbol de América. También fue nominado por los Cerveceros para el Premio Hank Aaron.

#### 2016
En 2016, Braun bateó .305 (décimo en la Liga Nacional) con un porcentaje de slugging de .538 (octavo) y .903 OPS (noveno), y 30 jonrones (su sexta temporada de 30+ HR), 91 carreras impulsadas (su séptima 90 + Temporada impulsada), y 16 bases robadas. Sus 12 asistencias como jardinero izquierdo fueron segundos en la liga (ya que lideró la Liga Nacional con 3 dobles jugadas desde el jardín izquierdo), fue segundo entre los jardineros izquierdos de la liga en porcentaje de fildeo con .987; sus 10 caminatas intencionales fueron 6.º en la Liga Nacional, y su # de 20,9 de potencia-velocidad fue 7.º. Empató el récord de los Cerveceros y su récord personal (2x) con 7 carreras impulsadas el 6 de agosto. Fue nombrado Jugador Más Valioso de los Cerveceros, por cuarta vez, por el Capítulo de Milwaukee de la Asociación de Escritores de Béisbol. de América. También fue nominado por los Cerveceros al premio Hank Aaron y al premio Roberto Clemente.

#### 2017
A partir de 2016, los Dodgers y Cerveceros de Los Ángeles estaban en conversaciones sobre cambiar a Braun a los Dodgers. En 2017, Braun dijo: "Francamente, en los entrenamientos de primavera, hubo algunas discusiones más con los Dodgers, que es con toda probabilidad el único equipo al que aprobaría un intercambio en cualquier momento. 
El 14 de julio de 2017, Braun conectó el sexto grand slam de su carrera, rompiendo un empate con Cecil Cooper, John Jaha y Jeromy Burnitz por la mayor cantidad en la historia de los Cerveceros. Se convirtió en el único jugador activo en liderar la lista de todos los tiempos de su equipo en la categoría.
El 8 de septiembre, Braun conectó el jonrón 300 de su carrera, convirtiéndose en el primer jugador en la historia de la franquicia en alcanzar ese hito. Con el jonrón se convirtió en el sexto jugador de béisbol en tener al menos 300 jonrones y 180 bases robadas en sus primeras 11 temporadas en las Grandes Ligas, uniéndose a Willie Mays (368 HR, 240 SB), Reggie Jackson (313 HR, 188 SB), Barry Bonds (334 HR, 380 SB), Sammy Sosa (336 HR, 224 SB) y Alex Rodríguez (381 HR, 205 SB). Durante la temporada, bateó .268 / .336 / .487 con 17 jonrones y 52 carreras impulsadas, luego de estar limitado a 104 juegos y 380 turnos al bate debido a lesiones en la pantorrilla y la muñeca.

#### 2018
Después de que los Cerveceros adquirieron a los jardineros Christian Yelich y Lorenzo Cain, anunciaron que tenían la intención de que Braun jugara algo de primera base durante la temporada para aliviar su atolladero en los jardines. Durante la temporada, jugó 93 juegos en el jardín izquierdo y 18 en la primera base.
El 19 de abril, Braun conectó un jonrón de tres carreras como emergente para su carrera impulsada número 1,000. Se convirtió en el noveno pelotero activo y el 284 en la historia de las Grandes Ligas en alcanzar ese número. En la historia de los Cerveceros, solo Robin Yount ha tenido más carreras impulsadas (1,406). Para la temporada, bateó .254 / .313 / .469 con 20 jonrones y 64 carreras impulsadas, en 405 turnos al bate.
Después de la temporada regular, se convirtió en el líder de hits de postemporada de todos los tiempos del equipo, superando a Yount y Molitor, con cinco hits en la Serie Divisional de la Liga Nacional. Braun bateó .385 en la Serie Divisional de la Liga Nacional 2018 , lo que elevó el promedio de bateo de la serie divisional de su carrera a .404, empatado en el sexto mejor lugar de todos los tiempos.

#### 2019
Braun hizo la apertura número 12 de su carrera en el Día Inaugural, empatando a Paul Molitor en el segundo lugar en la historia del equipo, solo detrás de Robin Yount (19). El 6 de abril de 2019, Braun anotó la carrera número 1,000 de su carrera (la tercera mayor cantidad en la historia de los Cerveceros, detrás de Molitor (1,275) y Yount (1,632). Fue el único jugador de los nueve jugadores activos de Grandes Ligas con 1,000 carreras anotadas que las anotó todas para un equipo.
El 4 de mayo, Braun tuvo el primer juego de 6 hits de su carrera, empatando el récord de los Cerveceros, en un juego de 18 entradas contra los New York Mets, en el que impulsó la carrera ganadora. El 25 de septiembre logró el octavo grand slam de su carrera, un récord de los Cerveceros.
Para la temporada, bateó .285 / .343 / .505 con 22 jonrones y 75 carreras impulsadas, mientras que robó 11 bases en 12 intentos, en 459 turnos al bate. Fue la décima temporada de su carrera con más de 20 jonrones.
El Milwaukee Journal Sentinel lo nombró el Jugador de la Década de 2010 de los Cerveceros.

#### 2020
El mánager de los Cerveceros, Craig Counsell, dijo que durante la temporada 2020 Braun pasaría algún tiempo como bateador designado y también jugaría en el jardín derecho y la primera base. El 16 de septiembre, Braun conectó el jonrón 350 de su carrera y fue quinto en jonrones entre todos los jugadores activos, y empató en el puesto 95 entre los jonrones de todos los tiempos de la MLB (uno detrás de Dick Allen).  En la temporada regular 2020 acortada por la pandemia, Braun bajó .233 / .281 / .488 con 8 jonrones y 26 carreras impulsadas en 129 turnos al bate. En octubre, los Cerveceros optaron por pagarle a Braun la compra de $ 4 millones en lugar de ejercer la opción de $ 15 millones, convirtiéndolo en agente libre por primera vez en su carrera.

#### 2021
Después de no jugar durante la temporada 2021, Braun anunció su retiro a través de la cuenta de Twitter de los Cerveceros el 14 de septiembre de 2021.